# SkoleGPT
SkoleGPT er en chatbot, der giver elever og lærere mulighed for at udforske og eksperimentere med generative systemer sammen. SkoleGPT er et forsøg på at skabe en open source og sikker generativ kunstig intelligens (GAI), der kan bruges af skolens lærere og elever i undervisningen. SkoleGPT anvendes allerede i danskundervisning.
Det er både muligt at bruge SkoleGPT som værktøj ind i fagene, og også i arbejdet med teknologiforståelse, så eleverne kan tage den kritiske dialog om brugen af AI som værktøj og forståelsen af, hvordan AI fungerer.
SkoleGPT er et initiativ, der kan hjælpe eleverne med at udvikle deres teknologiforståelse og kreativitet. Det er også en måde at introducere eleverne til AI og dens potentiale i fremtiden. SkoleGPT er et eksempel på, hvordan teknologi kan bruges til at forbedre undervisningen og hjælpe eleverne med at lære på en interaktiv måde.

## Kritik
Aalborg Universitet har rejst kritik af SkoleGPT; så SkoleGPT har ændret sine svar.

## Inspiration kommer fra ChatGPT
SkoleGPT er udviklet af Future Classroom Lab og CFU ved Københavns Professionshøjskole.
SkoleGPT er en online platform, der giver elever og lærere mulighed for at udforske og eksperimentere med generative systemer sammen. Systemet er baseret på sprogmodellen LLAMA2 fra Meta og har en chatinterface, der ligner ChatGPT. SkoleGPT overholder GDPR's regler i højere grad, end ChatGPT gør.